# Lifesblood
Lifesblood är en EP med det amerikanska progressiv metal-bandet Mastodon, utgiven 2001 av skivbolaget Relapse Records.

## Låtlista
1. "Shadows That Move" – 3:53
2. "Welcoming War" – 2:46
3. "We Built This Come Death" – 2:29
4. "Hail to Fire" – 2:12
5. "Battle at Sea" – 4:13

Text & musik: Mastodon

## Medverkande
Musiker (Mastodon-medlemmar)
- Troy Sanders – sång, basgitarr
- Bill Kelliher – gitarr
- Brann Dailor – trummor
- Brent Hinds – gitarr, sång

Produktion
- Matt Washburn – ljudtekniker, ljudmix, mastering